# Kyselina arachidonová
Kyselina arachidonová (resp. konjugovaná báze arachidonát) je dvacetiuhlíkatá polynenasycená omega-6 mastná kyselina se čtyřmi dvojnými vazbami, důležitá v metabolismu celé řady rostlin i živočichů včetně člověka. Z kyseliny arachidonové jsou chemicky odvozeny eikosanoidy – tedy zejména různé leukotrieny, prostaglandiny, prostacykliny a tromboxany, důležité signální látky či hormony.
Arachidonová kyselina je důležitou složkou buněčných membrán živočichů, ale ve velkém se vyskytuje i v živočišné tukové tkáni.

## Metabolismus
Kyselina arachidonová není považována za esenciální mastnou kyselinu, protože většina živočichů včetně člověka je schopna ji vyrábět. V posledních letech se však ukazuje, že přítomnost arachidonové kyseliny v potravě má pozitivní vliv na zdraví dětí a situace je sporná.
Syntéza arachidonové kyseliny probíhá z kyseliny linolové, což však již je esenciální mastná kyselina, neboť živočichové neumí zavádět dvojné vazby dále než na devátém uhlíku. Linolová (omega-6) kyselina je nejprve za pomoci NADH oxidována mezi šestým a sedmým uhlíkem, čímž vzniká gama-linolenová kyselina, načež elongázovým systémem dochází k přidání dvou uhlíků. V posledním kroku vzniká za spotřeby NADH nenasycená vazba mezi 5. a 6. uhlíkem.
Kyselina arachidonová je hlavní výchozí látkou pro tvorbu různých eikosanoidů. Nejčastěji se pro tyto potřeby arachidonová kyselina uvolňuje z druhé uhlíkové pozice glycerolového skeletu fosfolipidů, tuto hydrolýzu katalyzuje fosfolipáza A2. Následně může být arachidonát použit v různých metabolických drahách. Cyklooxygenázovou cestou dochází k syntéze prostanoidů, lipoxygenázovou cestou vznikají leukotrieny a lipoxiny.